# Mazazontecomac
Mazazontecomac är en ort i Mexiko.   Den ligger i kommunen José Joaquín de Herrera och delstaten Guerrero, i den sydöstra delen av landet, 220 km söder om huvudstaden Mexico City. Mazazontecomac ligger 1 954 meter över havet och antalet invånare är 542.
Terrängen runt Mazazontecomac är kuperad åt nordost, men åt sydväst är den bergig. Runt Mazazontecomac är det ganska glesbefolkat, med 39 invånare per kvadratkilometer. Närmaste större samhälle är Acatepec, 16,1 km söder om Mazazontecomac. I omgivningarna runt Mazazontecomac växer huvudsakligen savannskog.